# Tribunal do Coração
Tribunal do Coração foi um programa de televisão transmitido pela TV Tupi em 1952, escrito por Vida Alves. Foi o programa de estreia na televisão da atriz Laura Cardoso.